# Бойлы рыболовные

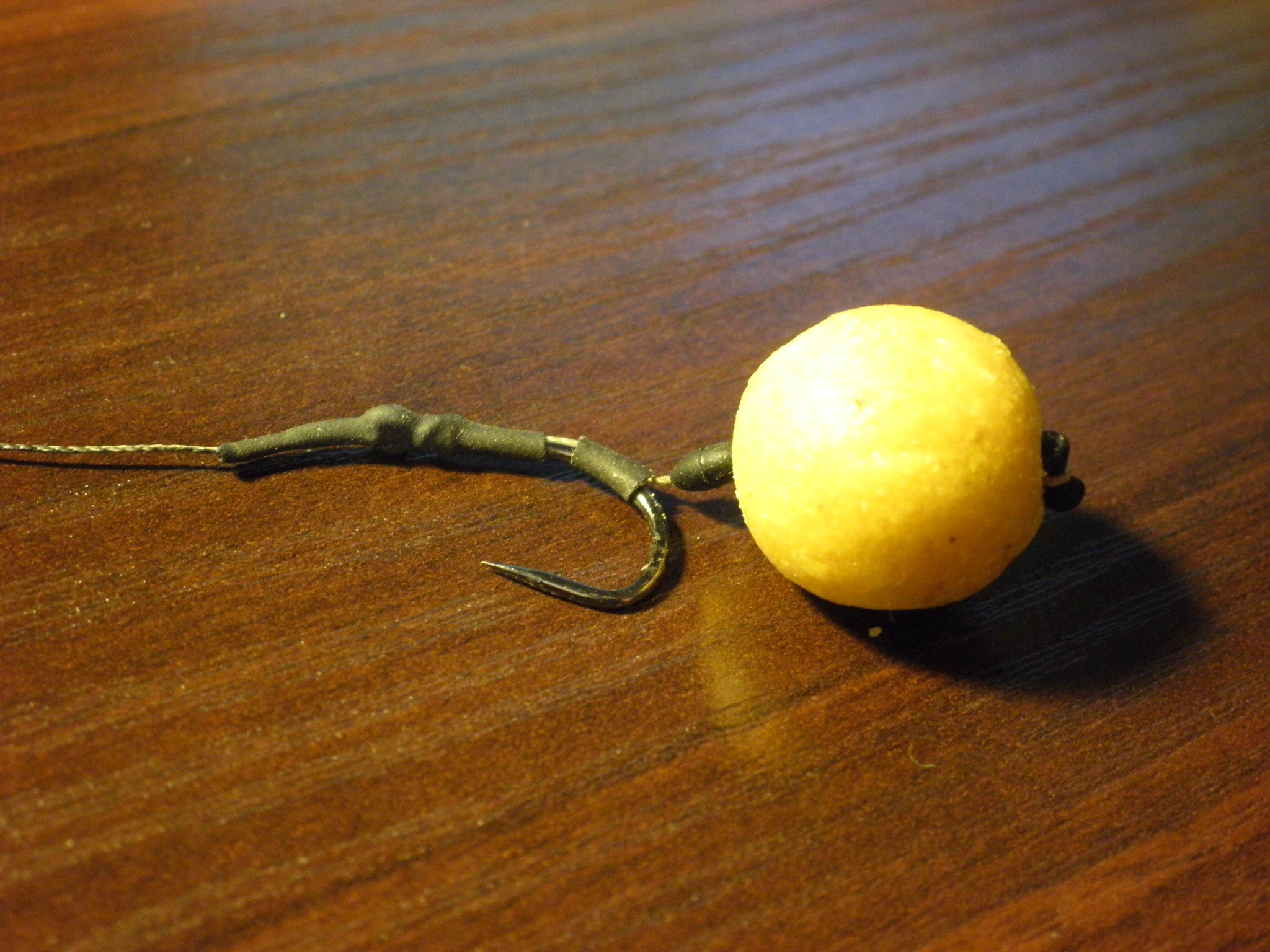
Рыболовный бойл на волосе

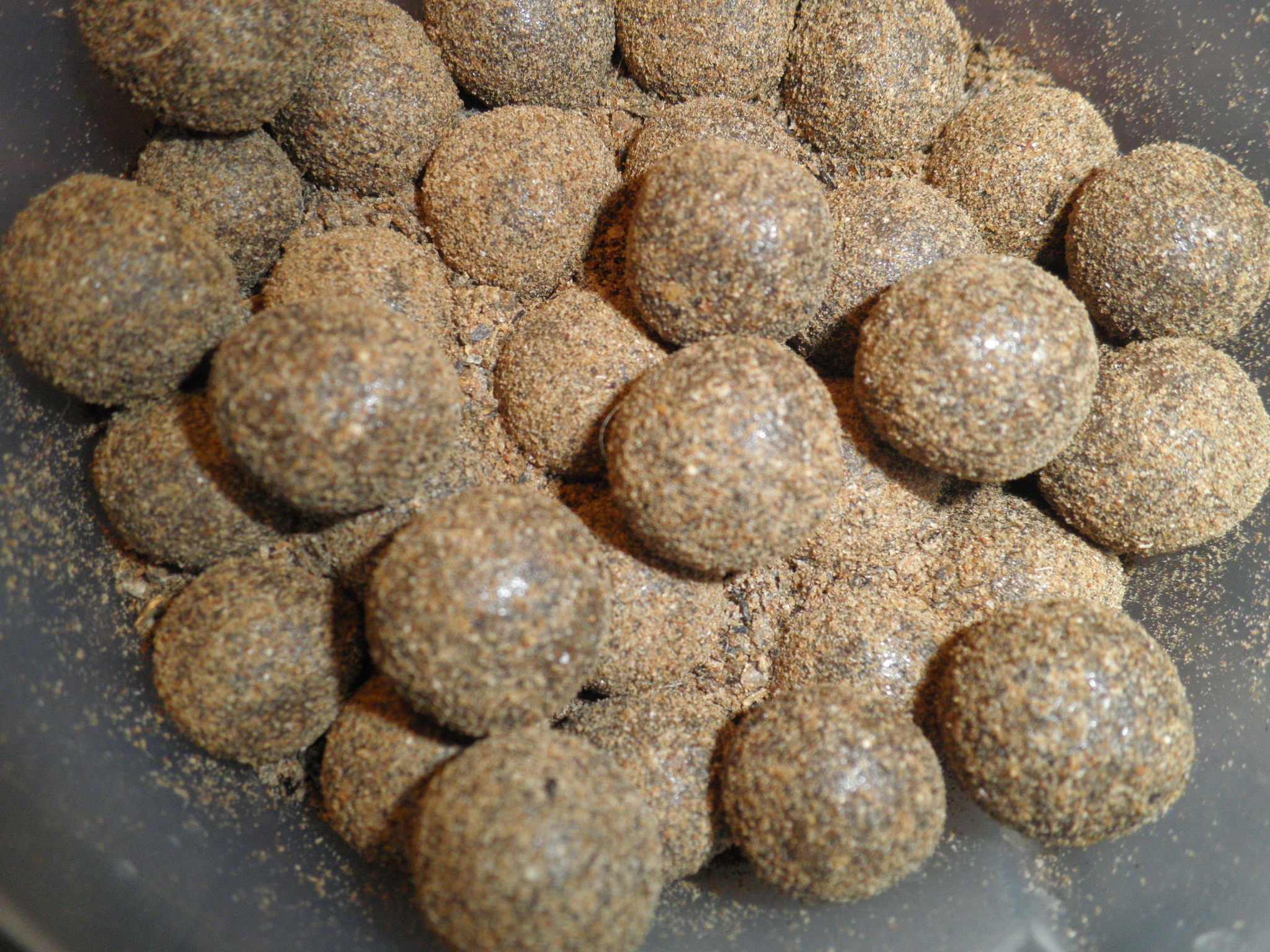
Пылящие бойлы

Бойл (англ. boiled — варёный) — рыболовная насадка, применяемая в современной ловле карповых видов рыб.

## Виды бойлов
Бойлы подразделяются на растворимые («пылящие») и нерастворимые («варёные»). Бойлы бывают тонущие и плавающие (поп апы), круглые и цилиндрические (дамблсы).

## Состав бойлов
Бойлы изготавливаются из различных компонентов, включающих: измельчённые зёрна злаков, пищевые ароматизаторы, крахмал, декстрин, пищевые красители, вкусовые добавки, пластификаторы, консерванты, связующие вещества.
В качестве измельчённых злаковых используется кукурузная мука, пшеничная мука, ячменная мука различных помолов.
Как связующие, для варёных бойлов, используются куриные и перепелиные яйца, яичный порошок, желатин, агар-агар, для растворимых (пылящих) бойлов используется крахмальная патока, свекловичная меласса, кукурузный сироп, инвертный сахарный сироп, фруктовые сиропы, декстрин, мальтодекстрин.
Пищевые ароматизаторы с запахами: сливы, клубники, ананаса, персика, шелковицы, ванили, карамели и их комбинации, а также специальные рыболовные ароматизаторы с запахами моллюсков, членистоногих, рыбий жир, также применяются натуральные ароматизаторы на основе спиртовых вытяжек ароматических эфиров и масел, специи (красный и чёрный перец, паприка, укроп, корица, мята, кориандр, куркума, чебрец, какао).
Пищевые красители, как правило жёлтых, красных и зелёных цветов, и их композиции.
Вкусовые добавки: поваренная соль, сахар, фруктоза, цикламат натрия, аспартам, глутамат натрия, лимонная кислота.
Пластификаторы для улучшения пластичных свойств бойла при монтаже на волос и для предохранения от пересыхания: глицерин, пропиленгликоль, полиэтиленгликоль, фруктовые сиропы, мёд.
Консерванты добавляются в состав бойлов для длительного хранения, используются сорбиновая кислота и бензоат натрия.
Также для большей привлекательности для карпа в бойлы добавляются измельчённые зёрна льна, конопли, подсолнечника, арахиса, семена клёна, кунжут.
Биологически активные добавки — бетаин, лецитин.

## Применение бойлов
В рыболовной практике используются насадочные и прикормочные бойлы диаметром 8—24 мм. Растворимые (пылящие) бойлы могут быть диаметром до 30 мм и более, такие используются как прикормочные. Применение бойлов, имеющих размер недоступный для более мелкой рыбы, позволяет ловить крупного карпа и сазана. Для большей привлекательности для карпа и усиления запаха, перед забросом в воду, бойлы окунают («дипование бойлов») в ароматизатор («дип», соус).
Бойлы используют в карповых волосяных оснастках и методе. Бойл надевается на короткий отвод поводкового материала от крючка, называемый волосом, на краю волоса делается петелька. Монтажным крючком бойл прокалывают насквозь, затем им же цепляют петлю волоса, бойл сдвигают с монтажного крючка, нанизывая его на волос, и в петельку вставляют стопор для фиксации бойла на волосе.

## Аналоги бойлов
Другие аналоги бойла, встречающиеся в рыболовстве — рыболовная пампушка, рыболовная галушка.
Для ловли сома также применяются бойлы с добавками рыбьего жира, рыбной муки, муки из моллюсков.